# Brumes sur la mer
Pour plus de détails, voir Fiche technique et Distribution.
Brumes sur la mer (Nebbie sul mare) est un film dramatique italien réalisé par Hans Hinrich et Marcello Pagliero et sorti en 1944.

## Synopsis
Pietro et Maria Rosai gèrent un domaine au Brésil. Pendant l'absence de l'homme, un créancier tente d'agresser sexuellement Maria ; Pietro le prend sur le fait et l'abat. C'est alors que la police organise une chasse à l'homme contre Pietro accusé d'assassinat ; une balle l'atteint à la poitrine et il tombe sans vie dans la rivière, qui l'entraîne. Maria, devenue veuve Rosai, subit un long procès parce qu'elle est considérée comme complice, mais, faute de preuves suffisantes, elle est acquittée.
Quelques années plus tard, Maria est l'assistante du Dr Leonardo Monti, également italien, dans un institut de recherche. Tous deux tombent amoureux l'un de l'autre et se marient. Mais l'Italie entre en guerre et tous les Italiens du Brésil doivent être renvoyés. Le consulat italien organise le retour des Italiens dans leur pays d'origine et le couple embarque sur le dernier bateau disponible.
Lors de la visite de la salle des machines, à la vue de Maria, un soutier est stupéfait et frappé par un jet de vapeur bouillante ; Leonardo est chargé de la médication et, à sa grande surprise, découvre une photo de jeunesse de Maria dans la poche du blessé : il s'agit de Pietro, qui avait embarqué comme passager clandestin. Ce dernier raconte qu'il a survécu par miracle, après avoir été sorti du fleuve par des paysans et maltraité, et qu'il s'est caché pour éviter d'être arrêté. Ils se retrouvent tous les trois dans la cabane pour une conversation électrique : Pietro presse sa femme de revenir avec lui, en insistant sur la nullité du mariage ; mais elle déclare qu'elle attend un enfant avec Leonardo et qu'elle ne peut pas repartir. Alors que la discussion est sur le point de dégénérer, le paquebot heurte une mine ; jetés au sol, les deux hommes offrent leur aide à Maria, qui choisit à nouveau Leonardo. Résigné, Pietro fait monter le couple dans le dernier canot de sauvetage et coupe la corde. Il reste à bord et, après avoir envoyé un télégramme S.O.S., s'enfonce dans le navire en flammes.

## Fiche technique
- Titre français : Brumes sur la mer[1]
- Titre italien : Nebbie sul mare[2]
- Réalisation : Hans Hinrich, Marcello Pagliero
- Scénario : Sergio Pugliese (it), Gherardo Gherardi
- Photographie : Václav Vích
- Montage : Otello Colangeli
- Musique : Alexandre Derevitsky (it)
- Décors : Salvo D'Angelo
- Production : Carlo-José Bassoli, Renato Bassoli, Fortunato Misiano
- Société de production : Bassoli Film, Larius Film, SACCI
- Pays de production :  Royaume d'Italie
- Langue originale : italien
- Format : Noir et blanc - 1,37:1 - Son mono - 35 mm
- Genre : Mélodrame maritime
- Durée : 89 minutes
- Dates de sortie : 
  - Royaume d'Italie : mai 1944
  - France : 21 juillet 1950

## Distribution
- Gustav Diessl : Pietro Rosai
- Viveca Lindfors : Maria Rosai
- Otello Toso : Dr. Leonardo Monti
- Claudio Ermelli : Silva
- Umberto Spadaro : soutier
- Carmen Navasqués : Dolores, la danseuse
- Adele Garavaglia : la gouvernante de Leonardo
- Guido Morisi : Ruiz, directeur du laboratoire de sérothérapie
- Carlo Duse : Lopez, le créancier
- Mario Brizzolari : membre de la Commission sanitaire
- Aristide Garbini : capitaine du navire
- Giulio Battiferri : directeur de la société commerciale
- Bruno Smith : officier de bord
- Roberto Manzi : capitaine adjoint du navire